# Sarah Howells

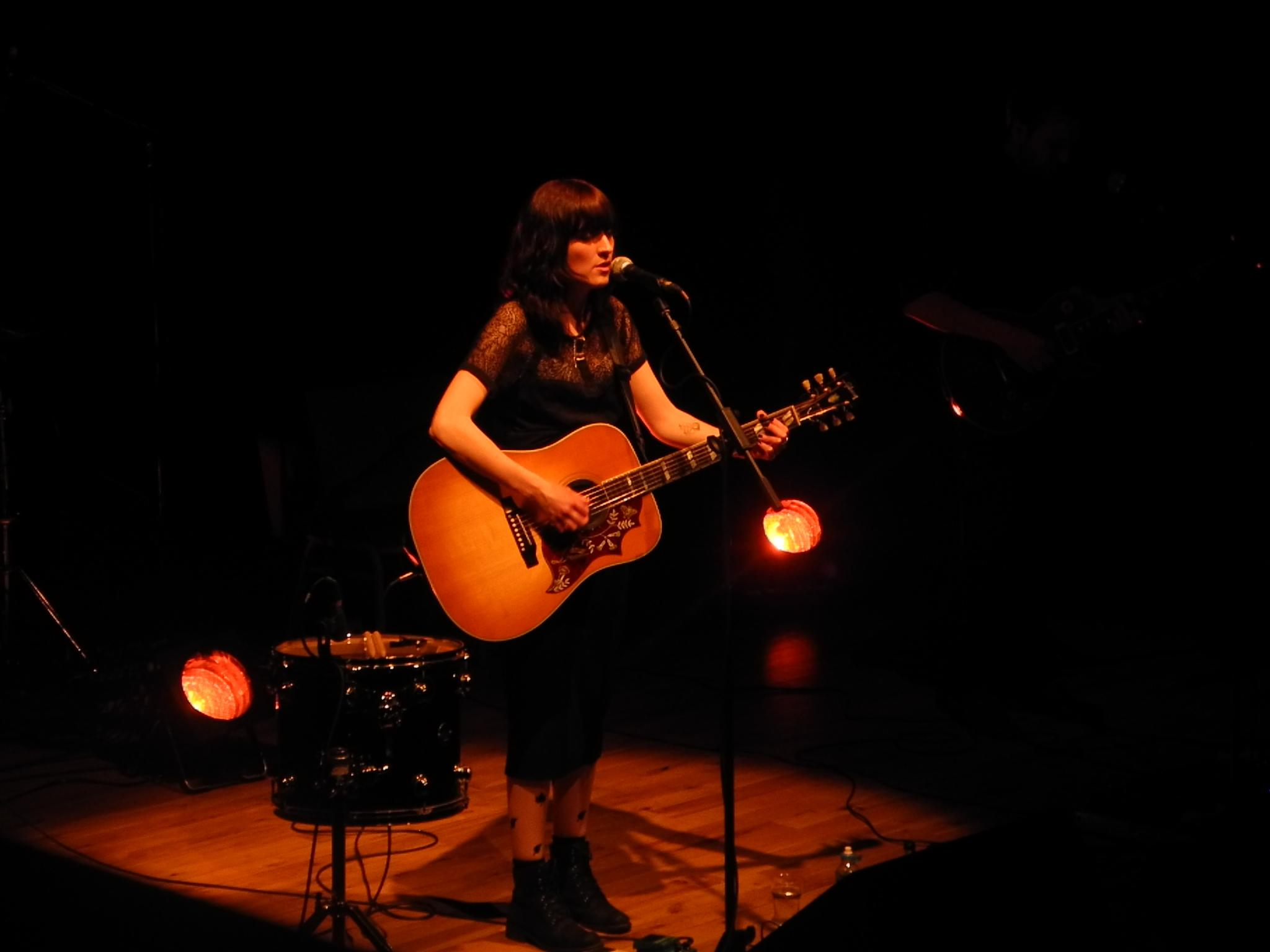
Sarah Howells (2013)

Sarah Howells ist eine britische Musikerin und Interpretin mehrerer Trance-Hits. Außerdem ist sie die eine Hälfte der Rock-Band Paper Aeroplanes.

## Biographie
Sarah Howells kam eher zufällig zur Trance-Musik. Als Lange nach Cardiff zog und noch eine Sängerin für sein Album Better late than never suchte, traf er auf Sarah Howells, die zu der Zeit dort wohnte. Die beiden produzierten schließlich zusammen die Single „Out of the Sky“. Der Song wurde ein Trance-Hit und wurde unter anderem von Kyau & Albert und von Aly & Fila geremixt. Armin van Buuren wählte den Song für seine Jahrescompilation A State Of Trance 2008 aus.
Nach dem großen Erfolg mit ihrer Debütsingle, hat sie 2009 mit weiteren Trance-Künstlern wie First State, John O’Callaghan und Dash Berlin zusammengearbeitet. Am erfolgreichsten war die Single „Find Yourself“, die sie mit John O’Callaghan herausbrachte. Der Song erschien wiederum auf zahlreichen Compilations und der Cosmic Gate Remix kam auch auf die Jahrescompilation A State of Trance 2009. 2010 erschienen je zwei ihrer Songs auf den Alben Changing Lanes von First State und Harmonic Motion von Lange.
Zusammen mit Co-Writer und Produzent Richard Llewellyn, der ebenfalls aus Wales stammt, gründete sie 2009 die Rockband Paper Aeroplanes. Im Herbst 2009 erschien das Debütalbum der Band namens The Day We Ran into the Sea.

## Diskographie

### Alben
- 2009: The Day We Ran into the Sea (mit Paper Aeroplanes)
- 2011: We Are Ghosts (mit Paper Aeroplanes)
- 2012: Time to Be (mit Paper Aeroplanes)
- 2013: Little Letters (mit Paper Aeroplanes)
- 2015: Joy (mit Paper Aeroplanes)

### Kooperationen
- 2008: Lange feat. Sarah Howells – Out of the Sky
- 2009: First State feat. Sarah Howells – Brave
- 2009: John O’Callaghan feat. Sarah Howells – Find Yourself
- 2009: Lange feat. Sarah Howells – Let It All Out
- 2009: Dash Berlin feat. Sarah Howells & Secede – Believe In You
- 2010: Lange feat. Sarah Howells – Fireworks
- 2011: First State feat. Sarah Howells – Reverie
- 2011: First State feat. Sarah Howells – Skies On Fire
- 2011: tyDi feat. Sarah Howells – Acting Crazy
- 2012: Dash Berlin feat. Sarah Howells – Go It Alone
- 2012: Vexare feat. Sarah Howells – Lanterns
- 2012: Paul van Dyk feat. Sarah Howells – Heart Stops Beating
- 2012: Dash Berlin feat. Sarah Howells – Go It Alone
- 2012: Schiller with Paper Aeroplanes – Lay Down
- 2012: Simon Patterson feat. Sarah Howells – Here & Now
- 2012: Markus Schulz feat. Sarah Howells – Tempted
- 2013: tyDi feat. Sarah Howells – When I Go
- 2013: First State feat. Sarah Howells – Seeing Stars